# Palpita braziliensis
Palpita braziliensis es una especie de polillas de la familia Crambidae descrita por Eugene G. Munroe en 1959.
Se encuentra en el estado de Santa Catarina en Brasil.